# زولاني بيتيلو
زولاني بيتيلو (بالإنجليزية: Zolani Petelo)‏ مواليد 21 سبتمبر 1975 في كيب الشرقية، جنوب أفريقيا، هو ملاكم محترف جنوب أفريقي سابق بدأ مسيرته الاحترافية سنة 1993. حقق بطولة الاتحاد الدولي للملاكمة.

## إحصائيات
خاض خلال مسيرته 24 نزالا، فاز في 17 وتعادل في 2 وخسر في 5. فاز بالضربة القاضية في 9 نزالات.

## روابط خارجية
- زولاني بيتيلو على موقع بوكس ريك (الإنجليزية) (registration required)